# Pijus Širvys
Pijus Širvys (* 1. dubna 1998) je litevský profesionální fotbalista, který hraje na pozici pravého obránce za slovinský klub NK Maribor a litevský národní tým.

## Kariéra
Pro sezónu 2021 přestoupil do klubu A Lyga FK Panevėžys. V lednu 2023 podepsal prodloužení smlouvy a zůstal v klubu i pro nadcházející sezónu.

## Statistiky

### Reprezentační
Platí k zápasu hranému 18. listopadu 2024.
| Národní tým | Rok     | Zápasy | Góly |
| ----------- | ------- | ------ | ---- |
| Litva       | 2022    | 4      | 0    |
| Litva       | 2023    | 8      | 3    |
| Litva       | 2024    | 10     | 0    |
| Celkově     | Celkově | 22     | 3    |

#### Reprezentační góly
Skóre a výsledky Litvy jsou vždy zapsány jako první. Góly Pijuse Širvyse jsou zvýrazněny.
| Gól | Datum          | Místo                                          | Soupeř    | Skóre | Výsledek | Soutěž                                            |
| --- | -------------- | ---------------------------------------------- | --------- | ----- | -------- | ------------------------------------------------- |
| 1.  | 14. října 2023 | Národní stadion Vasil Levski, Sofie, Bulharsko | Bulharsko | 1:0   | 2:0      | Kvalifikace na Mistrovství Evropy ve fotbale 2024 |
| 2.  | 14. října 2023 | Národní stadion Vasil Levski, Sofie, Bulharsko | Bulharsko | 2:0   | 2:0      | Kvalifikace na Mistrovství Evropy ve fotbale 2024 |
| 3.  | 17. října 2023 | Darius and Girėnas Stadium, Kaunas, Litva      | Maďarsko  | 2:0   | 2:2      | Kvalifikace na Mistrovství Evropy ve fotbale 2024 |